# Ifito (figlio di Eurito)
Ifito (in greco antico: Ἴφιτος?, Ìphitos) è un personaggio della mitologia greca. Figlio di Eurito ed Antiope.

## Mitologia

### Eracle e Iole
Eracle, in cerca di una sposa dopo aver ripudiato Megara, venne a sapere che il «signore di Ecalia» Eurito aveva promesso la mano della figlia Iole a chi avesse battuto lui ed i figli in una gara di tiro con l'arco, un'arte insegnatagli da Apollo in persona. 

Eracle vinse facilmente la gara, ma Eurito rifiutò di concedere la figlia.

Infatti, lui ed i suoi figli temevano che l'eventuale prole di Iole potesse subire la stessa sorte dei figli che l'eroe aveva avuto da Megara, uccisi da Eracle, mentre Ifito, il maggiore, riteneva invece giusto rispettare i patti.
Anche secondo Diodoro Siculo, il quale non parla di alcuna gara, Eurito rifiutava di dare Iole in moglie perché memore del caso di Megara e chiese del tempo per riflettere.
Alcuni aggiungono che Eurito, ricordando l'infelice fine di Megara, accusò pretestuosamente Eracle di aver vinto con l'inganno ma questi non raccolse la provocazione e se ne andò giurando vendetta.

### Il furto misterioso
Quando Eurito scoprì che dalle sue stalle mancava del bestiame, sospettò subito di Eracle, quando invece l'autore del furto fu Autolico. 

Ifito, convinto della sua innocenza, andò così a cercare Eracle e trovandolo mentre tornava da Fere gli propose di cercare insieme a lui gli animali rubati. Eracle accettò ed ospitò Ifito ma poi, colto da un raptus di follia, lo fece precipitare dalle mura di Tirinto.
Secondo altre versioni, dopo il furto di dodici giumente e dodici mule, Eurito ed i figli Dideone, Clizio e Tosseo concordarono nell'incolpare Eracle ed il solo Ifito, che non credeva alla colpevolezza di Eracle, fu inviato alla ricerca degli animali. 

In realtà le giumente non erano state rubate da Ercole, bensì da Autolico, il principe dei ladri, che poi le aveva rivendute ad Eracle, ignaro del furto.

### La morte
Quando Ifito giunse a Tirinto, trovò Eracle e gli chiese consiglio. Così l'eroe gli offrì il suo aiuto dandogli anche l'ospitalità e dopo un banchetto condusse Ifito sulle mura di Tirinto dicendogli "Guardati pure intorno e dimmi se vedi le tue giumente pascolare qui sotto, da qualche parte" ed Ifito scrutò inutilmente ed ammise di non scorgerle. 

Per tutta risposta Eracle si infuriò, accusandolo di aver pensato che fosse un ladro e lo scaraventò giù dalle mura.
Ippocoonte, usurpatore del trono di Sparta rifiutò di purificare Eracle dopo la morte di Ifito ed a causa di ciò, Eracle gli divenne ostile e lo uccise reintegrando Tindaro come re di Sparta.
In seguito Hermes decise di punire Eracle vendendolo come schiavo ed offrendo il compenso ai figli di Ifito, ma il loro nonno rifiutò tale dono.

### Varianti del mito
Secondo altri invece, Ifito vide le giumente rubate presso la casa di Eracle e lo accusò del furto così Eracle, infuriato, lo gettò dal tetto della sua casa.
Nelle Trachinie, la versione di Sofocle dice che in preda alla rabbia e dopo vari affronti subiti da Eurito (il quale prevedeva anche una vittoria dei suoi figli se avessero gareggiato con il figlio di Zeus e Alcmena nella prova dell'arco), Eracle seguì Ifito mentre saliva sulla collina di Tirinto e lo buttò giù all'improvviso, a tradimento.
Apollonio Rodio cita Ifito e il fratello Clizio, «sovrani d'Ecalia» figli di Eurito, tra i componenti dell'equipaggio della nave Argo, di cui fa parte anche l'Ifito focese  (il figlio di Naubolo), il quale aveva ospitato Giasone nella sua casa di Pito quando l'eroe vi era giunto «per interrogare l'oracolo sulla spedizione». 

Del primo Ifito Apollonio dice più avanti che viene ferito, durante il combattimento contro i Bebrici, da Areto, poi ucciso da Clizio.